# Oh Hyun-kyung
Đây là một tên người Triều Tiên, họ là Oh.
Oh Hyun Kyung (Hangul: 오현경, Hán-Việt: Ngô Huyền Kinh), tên thật là Oh Sang Ji (Hangul: 오상지, Hán-Việt: Ngô Tương Cát, sinh 25 tháng 3, 1970) là một diễn viên, hoa hậu người Hàn Quốc. Cô được biết đến sau khi đăng quang Hoa hậu Hàn Quốc 1989, đại diện Hàn Quốc tại Hoa hậu Hoàn vũ 1990 và nổi tiếng với sự góp mặt trong các bộ phim đình đám như Khi những bà nội trợ hành động, Gia đình là số một (phần 2), Gia tộc họ Wang, Người vợ dũng cảm và Họa Mi Đừng Hót.

## Cuộc đời và Sự nghiệp
Sau khi chiến thắng cuộc thi Hoa hậu Hàn Quốc vào năm 1989, Oh Sang Ji ngay lập tức trở thành ngôi sao màn bạc. Lấy nghệ danh là Oh Hyun Kyung, cô nhận được rất nhiều lời mời đóng phim và bắt đầu sự nghiệp diễn xuất. Cô còn từng là trợ giảng cho Trường Nghệ thuật Giao tiếp Kongju. Nhưng sự nghiệp của Oh Hyun Kyung đã phải ngừng lại vào năm 1998 khi một đoạn phim dài 28 phút công khai cảnh quan hệ của cô cùng bạn trai bị đăng tải lên mạng. Cô đã yêu cầu các công tố viên điều tra về vụ việc và phát hiện đoạn băng trước đó đã từng được sử dụng để tống tiền cô. Mặc dù đã có nhiều bằng chứng chứng minh đoạn băng được quay lén mà không có sự đồng ý của Oh Hyun Kyung và chính người bạn trai là người phát tán đoạn phim, nhưng scandal vẫn khiến cô nhận phải những lời chỉ trích gay gắt từ phía truyền thông và cuối cùng buộc cô phải từ bỏ sự nghiệp. Oh Hyun Kyung rời Hàn Quốc sang Mỹ sống 3 năm trong tình trạng vật lộn với những vấn đề về tài chính.
Vào năm 2001, cô trở về Hàn Quốc và một lần nữa trở thành tâm điểm của công chúng sau một đám cưới bí mật vào tháng 9 năm 2002 với Chủ tịch Kemongsa, Hong Seung Pyo (nhân vật chuyên gia M&A trong bộ phim truyền hình Hotelier do nam diễn viên Bae Yong Joon thủ diễn được mô phỏng dựa trên hình ảnh của Hong Seung Pyo). Oh Hyun Kyung hạ sinh một bé gái vào năm 2003 và bắt đầu kinh doanh một nhãn hiệu thời trang golf một năm sau đó. Nhưng sóng gió lại tiếp tục ập đến khi năm 2004, Hong Seung Pyo bị bắt vì tội tham nhũng và cả hai đã quyết định li dị vào tháng 6 năm 2006.
Oh Hyun Kyung gọi 10 năm bị công chúng xa lánh mà cô đã gánh chịu là "một cuộc sống địa ngục." Quyết định không đầu hàng trước số phận, năm 2007, dưới sự động viên giúp đỡ của biên kịch Moon Young-nam, Oh Hyun Kyung đã trở lại màn ảnh nhỏ với vai diễn ấn tượng Na Hwa Shin trong bộ phim truyền hình dài tập Khi những bà nội trợ hành động. Thành công của bộ phim cùng với diễn xuất xuất sắc của Oh Hyun Kyung đã chiếm được cảm tình của phần lớn khán giả và cô đã được công chúng đón nhận trở lại. Những năm tiếp theo, Oh Hyun Kyung tiếp tục thành công với nhiều vai diễn đa dạng trong những bộ phim truyền hình phải kể đến như Gia đình là số một (phần 2), Gloria, Miss Ajumma, The Great Seer, She Is Wow!, The Wang's Family, Legendary Witches, A Bird That Doesn't Sing và mới đây nhất là The Gentlemen of Wolgyesu Tailor Shop. Đến nay cô vẫn còn là một người mẹ độc thân.

## Sự nghiệp điện ảnh

### Phim truyền hình
| Năm  | Tựa phim                              | Vai diễn                         | Kênh phát sóng |
| ---- | ------------------------------------- | -------------------------------- | -------------- |
| 1988 | The Tree of Love                      |                                  | KBS2           |
| 1989 | People from Dangchu-dong              | huấn luyện viên taekwondo 아셔더 | KBS1           |
| 1990 | Ambitious Times                       | Park Hyung-sook                  | KBS2           |
| 1992 | The Kingdom of Anger                  | Lee Bok-nam                      | MBC            |
| 1992 | Wild Chrysanthemum                    | Eun-kyung                        | KBS1           |
| 1992 | Wind in the Grass                     | Je-ni                            | MBC            |
| 1994 | Keep Your Voice Down                  |                                  | SBS            |
| 1994 | Way of Living: Man                    | Jang Soo-mi                      | SBS            |
| 1994 | Police                                | Song Chae-yeon                   | KBS2           |
| 1994 | My Son's Woman                        | Im Ji-sook                       | MBC            |
| 1995 | Flames of Ambition                    | Park Boo-hee                     | SBS            |
| 1995 | To Make a Man                         | Young-ae                         | KBS2           |
| 1996 | Color                                 |                                  | KBS2           |
| 1996 | A Faraway Country                     | Jang Sang-hee                    | KBS2           |
| 1996 | Splendid Holiday                      | Lee Han-na                       | MBC            |
| 1997 | Into the Storm                        | Eun-joo                          | KBS2           |
| 1997 | Fireworks                             | Jae-hee                          | MBC            |
| 1997 | Three Women                           | Moon-jung                        | KBS2           |
| 1997 | Because I Love You                    | Eo Ji-na                         | SBS            |
| 2007 | Khi những bà nội trợ hành động        | Na Hwa-shin                      | SBS            |
| 2009 | Gia đình là số một (phần 2)           | Lee Hyun-kyung                   | MBC            |
| 2009 | Mrs. Town                             | Seo Hong-joo                     | tvN            |
| 2010 | Gloria                                | Na Jin-joo                       | MBC            |
| 2011 | Miss Ajumma                           | Kang Geum-hwa                    | SBS            |
| 2011 | Protect the Boss                      | blind date (cameo)               | SBS            |
| 2011 | Birdie Buddy                          | Min Se-hwa                       | tvN            |
| 2011 | The Peak                              | Lee Joong-jik                    | MBC            |
| 2012 | The Great Seer                        | Soo Ryun-gae                     | SBS            |
| 2013 | She Is Wow!                           | Jo A-ra                          | tvN            |
| 2013 | The Wang's Family                     | Wang Subak                       | KBS2           |
| 2014 | A Mother's Choice                     | Jin So-young                     | SBS            |
| 2014 | Legendary Witches                     | Son Poong-geum                   | MBC            |
| 2015 | A Bird That Doesn't Sing              | Chun Mi-ja                       | tvN            |
| 2016 | Beautiful Gong Shim                   | Joo Jae Boon                     | SBS            |
| 2016 | The Gentlemen of Wolgyesu Tailor Shop | Lee Dong Sook                    | KBS2           |

### Phim điện ảnh
| Năm  | Tựa phim | Vai diễn        |
| ---- | -------- | --------------- |
| 2015 | Twenty   | Mẹ của Dong-woo |

### Chương trình truyền hình
| Năm/Ngày                | Tựa đề                                          | Vai trò                                                     | Kênh phát sóng |
| ----------------------- | ----------------------------------------------- | ----------------------------------------------------------- | -------------- |
| 1993                    | FM Is My Friend (radio program)                 | DJ                                                          | MBC            |
| 1995                    | 스타 한마당 우리는 맞수                         | MC                                                          | HBS            |
| 1996                    | Saturday Mystery Theatre                        | MC                                                          | SBS            |
| 1996                    | 도전! 남자 중의 남자                            | MC                                                          | HBS            |
| 1996                    | Super Sunday – Woman Theater with Oh Hyun-kyung | MC                                                          | KBS2           |
| 1997                    | 시선 집중 패션 자키                             | MC                                                          | GTV            |
| 1997                    | 퀴즈 영화탐험                                   | MC                                                          | MBC            |
| 2008-09-22              | Never Mind the Night                            | khách mời cùng dàn diễn viên Khi những bà nội trợ hành động | SBS            |
| 2011-04-30 - 2011-11-30 | Love Story (music talk show)                    | MC                                                          | tvN            |
| 2012-05-02              | Show King (Global Korean Food Talk Show)        | khách mời                                                   | jTBC           |
| 2012-05-13              | Woman                                           | khách mời                                                   |                |
| 2012-06-23              | Discovery! Delicious Food                       | khách mời                                                   | MBC            |
| 2013-04-17              | Baek Ji-yeon's People Inside                    | khách mời                                                   | tvN            |
| 2013-07-05              | Thank You                                       | khách mời                                                   | SBS            |
| 2013-07-14 - 2013-10-27 | Miss Korea Secret Garden                        | MC                                                          | jTBC           |
| 2014-08-30              | Hidden Singer                                   | khách mời                                                   | jTBC           |
| 2013-09-05 - 2013-10-06 | The Bucket List                                 | MC                                                          | KBS2           |
| 2014-02-17              | Happy Together                                  | khách mời cùng dàn diễn viên The Wang's Family              | KBS2           |
| 2014-03-31              | Healing Camp, Aren't You Happy                  | khách mời                                                   | SBS            |
| 2014-06-03              | Child Comfort                                   | MC                                                          | jTBC           |
| 2014-06-03              | Tell Me Your Wish                               | MC                                                          | MBC QueeN      |
| 2014-06-19              | Star Gazing                                     | khách mời                                                   | MBC            |
| 2015-02-01              | Running Man                                     | khách mời                                                   | SBS            |
| 2015-04-22              | Crime Scene                                     | khách mời                                                   | jTBC           |
| 2015-07-25              | "Immortal Songs 2                               | khách mời                                                   | KBS            |
| 2015-11-14              | Hidden Singer                                   | khách mời                                                   | jTBC           |

## Đề cử và Giải thưởng
| Năm  | Giải thưởng                             | Hạng mục                                                    | Vai diễn                       | Kết quả   |
| ---- | --------------------------------------- | ----------------------------------------------------------- | ------------------------------ | --------- |
| 1989 | Hoa hậu Hàn Quốc                        | —                                                           | —                              | Đoạt giải |
| 1990 | KBS Drama Awards                        | Nữ diễn viên mới xuất sắc                                   | Ambitious Times                | Đoạt giải |
| 2008 | Korean Culture and Entertainment Awards | Nữ diễn viên xuất sắc, hạng mục truyền hình                 | Khi những bà nội trợ hành động | Đoạt giải |
| 2008 | SBS Drama Awards                        | Top 10 Ngôi sao                                             | Khi những bà nội trợ hành động | Đoạt giải |
| 2008 | SBS Drama Awards                        | Cặp đôi xuất sắc cùng Lee Sang-woo                          | Khi những bà nội trợ hành động | Đề cử     |
| 2008 | SBS Drama Awards                        | Nữ diễn viên chính xuất sắc                                 | Khi những bà nội trợ hành động | Đoạt giải |
| 2008 | SBS Drama Awards                        | Daesang                                                     | Khi những bà nội trợ hành động | Đề cử     |
| 2011 | SBS Drama Awards                        | Nữ diễn viên chính xuất sắc trong drama cuối tuần/hàng ngày | Miss Ajumma                    | Đề cử     |
| 2012 | SBS Drama Awards                        | Nữ diễn viên chính xuất sắc trong dự án drama đặc biệt      | The Great Seer                 | Đề cử     |
| 2013 | KBS Drama Awards                        | Nữ diễn viên phụ xuất sắc                                   | The Wang's Family              | Đề cử     |
| 2014 | MBC Drama Awards                        | Nữ diễn viên chính xuất sắc trong dự án drama đặc biệt      | Legendary Witches              | Đề cử     |
| 2014 | SBS Drama Awards                        | Nữ diễn viên chính xuất sắc trong drama ngắn                | A Mother's Choice              | Đoạt giải |
| 2015 | MBC Drama Awards                        | Nữ diễn viên chính xuất sắc trong dự án drama đặc biệt      | Legendary Witches              | Đoạt giải |